# Mjøsbron
Mjøsbron (norska: Mjøsbrua) är en balkbro i Innlandet fylke i Norge, där Europaväg 6 korsar sjön Mjøsa mellan tätorten Moelv i Ringsakers kommun och tätorten Biri i Gjøviks kommun. Den är 1421 meter lång och öppnades för trafik 1985.
Bron förbinder de östra och västra delarna av bygderna kring sjön Mjøsa och är mycket viktig för de inre delarna av Østlandet.